# Alótropos del fósforo

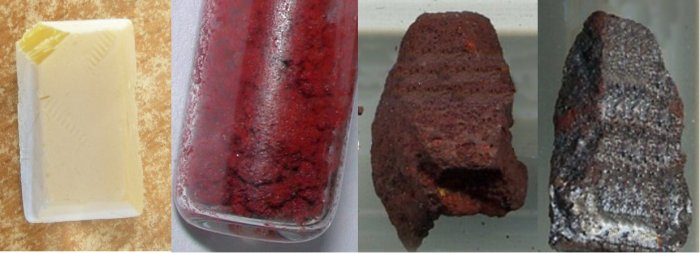
Los cuatro alótropos más comunes del fósforo.

El fósforo elemental puede existir en varios alótropos; los más comunes de ellos son sólidos blancos y rojos. También se conocen alótropos sólidos violetas, azules y negros. El fósforo gaseoso existe como difósforo y fósforo atómico.

Fósforo blanco y alótropos resultantes

## Fósforo blanco

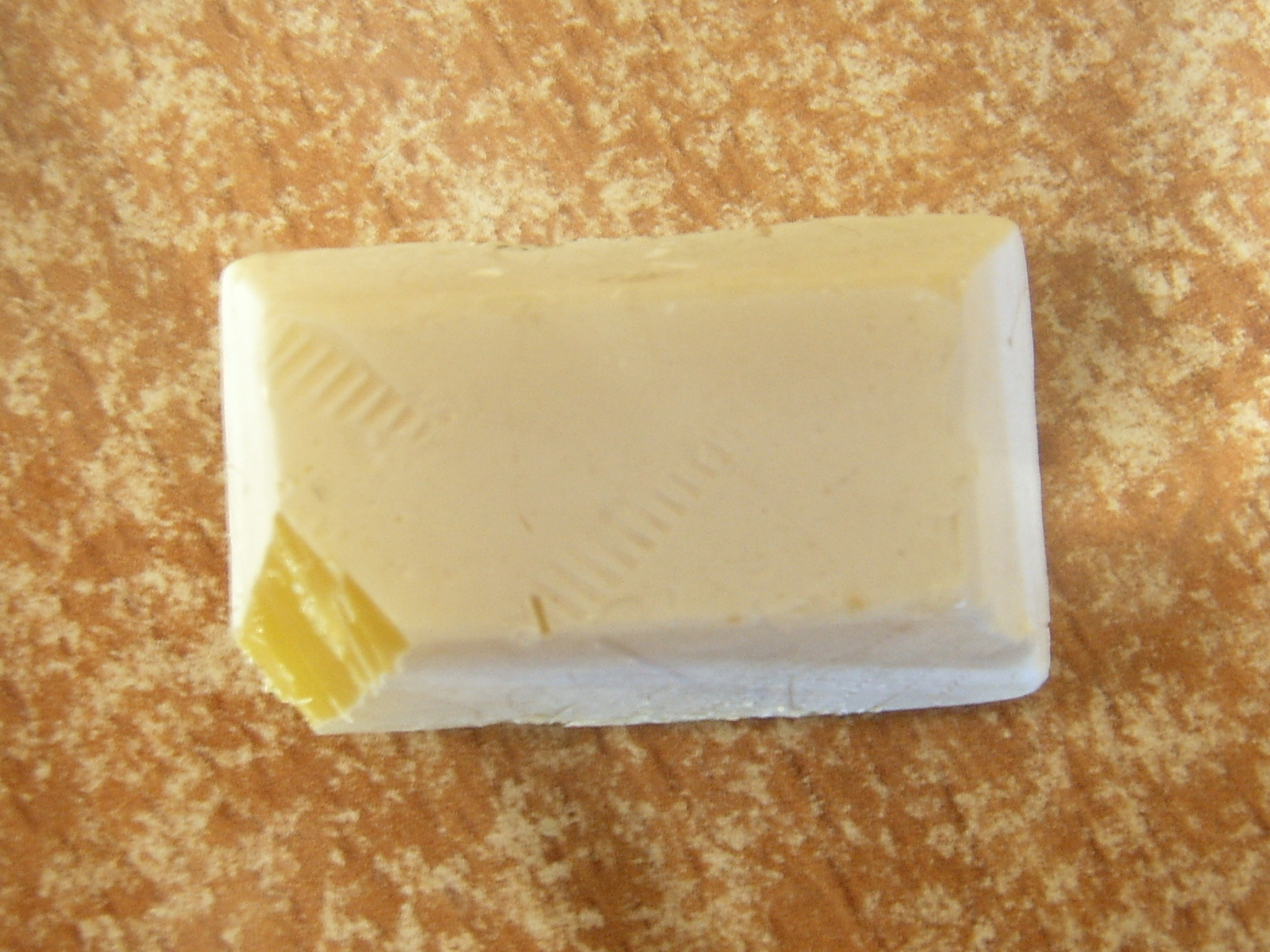
Muestra de fósforo blanco

El Fósforo blanco, fósforo amarillo, o simplemente tetrafósforo (P
4) existe como moléculas integradas por cuatro átomos en una estructura tetraédrica. El arsénico y antimonio gaseosos y amarillos junto con el trifosfato de arsénico (AsP
3), cada uno tiene una estructura tetraédrica similar. El arreglo tetraédrico resulta en una tensión anular e inestabilidad. La molécula es descrita como seis enlaces simples P–P. Dos distintas formas cristalinas son conocidas. La forma α, la cual es estable bajo condiciones estándar, tiene una estructura cristalina de cuerpo cúbico centrado en las caras. Se transforma de manera reversiva en la forma β a 195.2 K. La forma β se cree que tiene una estructura cristalina hexagonal.
El fósforo blanco es una cera translúcida y sólida que rápidamente se convierte en amarilla cuando es expuesta a la luz. Por esta razón también es llamado fósforo amarillo. Brilla de manera verdosa en la oscuridad (cuando es expuesto a oxígeno), es altamente inflamable y pirofórico (se prende por sí solo) al contacto con el aire así como tóxico (causando un severo daño hepático si se ingiere y fosfonecrosis por ingestión crónica o inhalación). El hedor generado por la combustión de esta forma tiene un característico olor a ajo y las muestras son comúnmente cubiertas con "(di)pentóxido de fósforo" blanco, el cual consiste en P
4O
10 tetraédrico con oxígeno añadido entre los átomos de fósforo y en sus vértices. El fósforo blanco es ligeramente soluble en agua y puede ser almacenado bajo agua. De hecho, el fósforo blanco sólo está seguro de la auto ignición cuando se sumerge en agua. Es soluble en benceno, aceites, sulfuro de carbono y dicloruro de disulfuro.

### Producción y aplicaciones
El alótropo blanco puede ser producido utilizando distintos métodos. En el proceso industrial, la roca de fosfato es calentada en un horno ya sea electrónico o a base de combustible en presencia de carbono y óxido de silicio (IV). El fósforo elemental es posteriormente liberado como vapor y puede ser recolectado bajo ácido fosfórico. Una ecuación idealizada para esta reacción carbotérmica se muestra para el fosfato de calcio (aunque la roca de fosfato contiene cantidades significativas de fluoroapatita):
2 Ca
3(PO
4)
2  +  8 C   →   P
4  +  8 CO
2  +  6 Ca

Molécula de tetrafósforo

El fósforo blanco tiene una considerable presión de vapor a temperaturas normales. La densidad de vapor indica que el vapor está compuesto de moléculas P
4 hasta los 800 °C. Por encima de esta temperatura existe disociación en moléculas de P
2.
Se enciende de manera espontánea en el aire a una temperature de 50 °C y a bajas temperaturas si se divide finamente. Esta combustión genera óxido de fósforo (V):
P
4 + 5 O
2 → P
4O
10
Debido a esta propiedad, el fósforo blanco se utiliza como arma.

### No existencia delP8cúbico
Aunque el fósforo blanco se convierte al alótropo rojo termodinámicamente más estable, la formación de la molécula P
8 cúbica no se observa en la fase condensada. Derivados de esta molécula hipotética se han preparado a partir de fosfaalquinos.

## Fósforo rojo

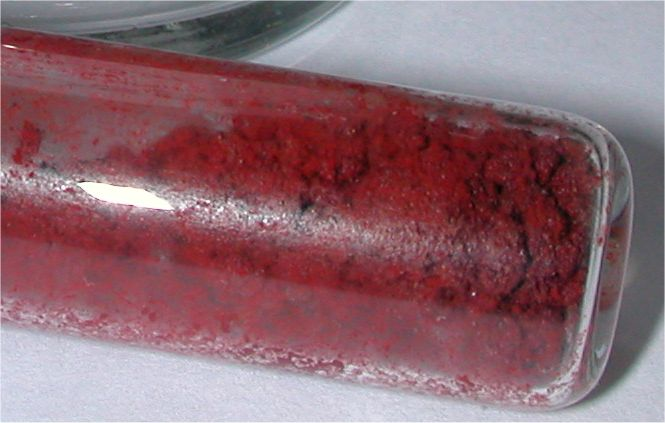
Fósforo rojo

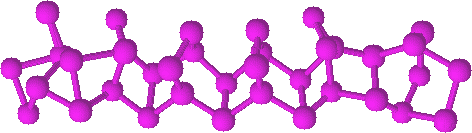
Estructura del fósforo rojo

El fósforo rojo puede ser formado por el calentamiento de fósforo blanco a 250 °C (482 °F) o al exponer fósforo blanco a la luz del sol. El fósforo rojo existe como una red amorfa. Tras un calentamiento prologando el fósforo rojo amorfo se cristaliza. El fósforo rojo no se enciende al aire libre a temperaturas menores a 240 °C, mientras que piezas de fósforo blanco entran en ignición a 30 °C. La ignición es espontánea a temperatura ambiente con el material finamente dividido. Calentar fósforo rojo en presencia de humedad crea gas fosfano, el cual es tanto altamente inflamable como tóxico.

## Fósforo violeta de Hittorf

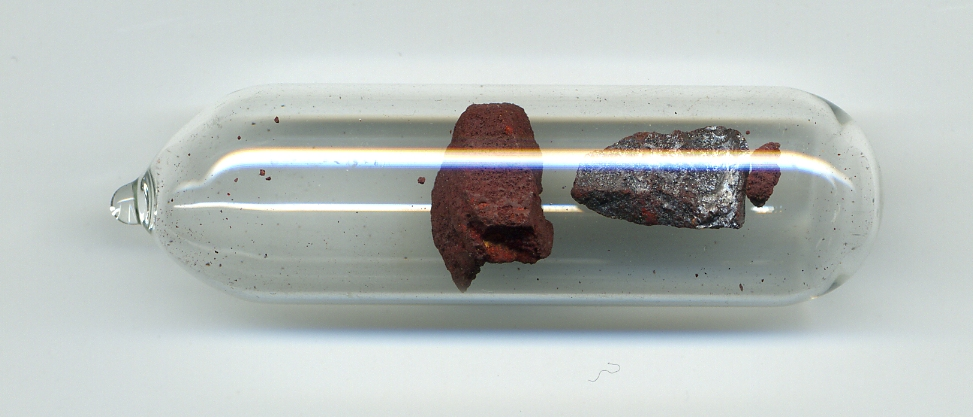
Fósforo violeta (derecha) por una muestra de fósforo rojo (izquierda)

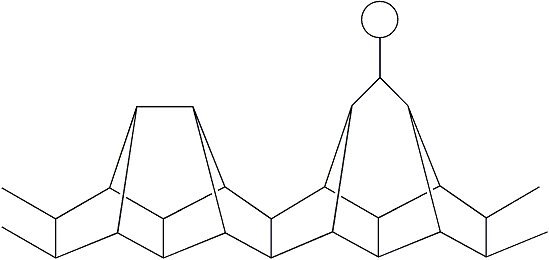
Estructura del fósforo violeta

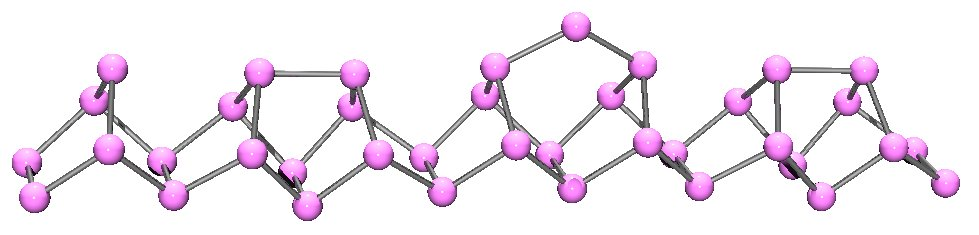
Estructura del fósforo de Hitorff

El fósforo monoclínico o fósforo violeta también es conocido como Fósforo metálico de Hittorf. En 1865, Johann Wilhelm Hittorf calentó fósforo rojo en un tubo sellado a 530 °C. La parte superior del tubo se mantuvo a 444 °C. Grandes cristales opacos monoclínicos o romboédricos subliman. El fósforo violeta puede ser preparado al disolver fósforo blanco en plomo fundido en un tubo sellado a 500 °C por 18 horas. Bajo congelamiento lento, el alótropo de Hittorf se cristaliza. Los cristales pueden ser revelados al disolver el plomo en un diluyente de ácido nítrico seguido de un hervido en ácido clorhídrico concentrado. Además, una forma fibrosa existe con cajas fosfóricas similares. Abajo se muestra una cadena de átomos de fósforo que exhiben tanto la forma fibrosa como la púrpura.

### Reacciones del fósforo violeta
No entra en ignición en aire a menos que sea calentado a 300 °C y es insoluble en todos los solventes. No es atacado por alcalinos y sólo reacciona lentamente con halógenos. Puede ser oxidado por ácido nítrico en ácido fosfórico.
Si es calentado en una atmósfera de gas inerte, por ejemplo nitrógeno o dióxido de carbono se sublima y el vapor condensa a fósforo blanco. Si es calentado en una máquina de vacío y el vapor se condensa rápidamente, entonces se puede obtener fósforo violeta. Puede parecer que el fósforo violeta es un polímero de masa molecular relativamente alta, el cual al calentarse se rompe en moléculas P
2. Al ser enfriado, este normalmente dimeriza para dar lugar a moléculas P
4 (por ejemplo fósforo blanco), pero al vacío se conectan de nuevo para formar el alótropo polimérico violeta.

## Fósforo negro

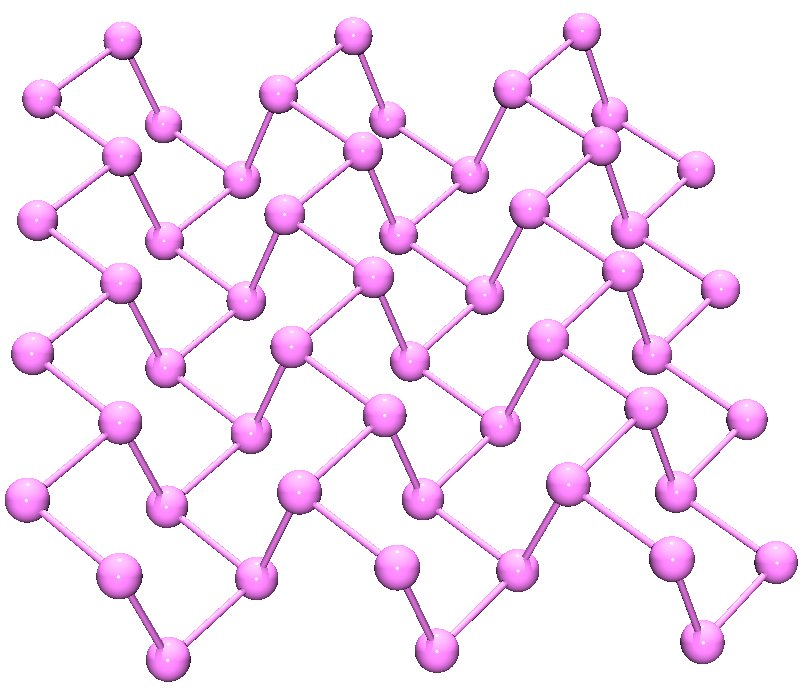
Fósforo negro

Estructura del fósforo negro

El fósforo negro es una forma termodinámicamente estable del fósforo a temperatura y presión ambiente. Se obtiene al calentar fósforo blanco a presiones altas (12,000 atmósferas). En apariencia las propiedades y estructura son como el grafito, siendo negro y hojaldrado, un conductor de electricidad y teniendo hojas plegadas de átomos conectados. Fotones, fonones y electrones en una capa de la estructura del fósforo negro se comportan de una manera altamente anisotrópica dentro del plano de las capas, exhibiendo un fuerte potencial para aplicaciones en películas delgadas electrónicas y optoelectrónicos infrarrojos.
El fósforo negro tiene una estructura ortorrómbica y es el último de los alótropos reactivos: como resultado de esta red de anillos de pares de seis interconectados. Cada átomo es enlazado a otros tres átomos. Se ha reportado una síntesis reciente de fósforo negro utilizando sales metálicas como catalizadores.
Las similitudes con el grafito también incluye la posibilidad de una laminación de cinta adhesiva, resultando en fosforeno, grafeno –como un material con excelente carga- transporte de propiedades.
Una de las formas del fósforo rojo/negro es un sólido cúbico.

## Difósforo
El alótropo difósforo (P

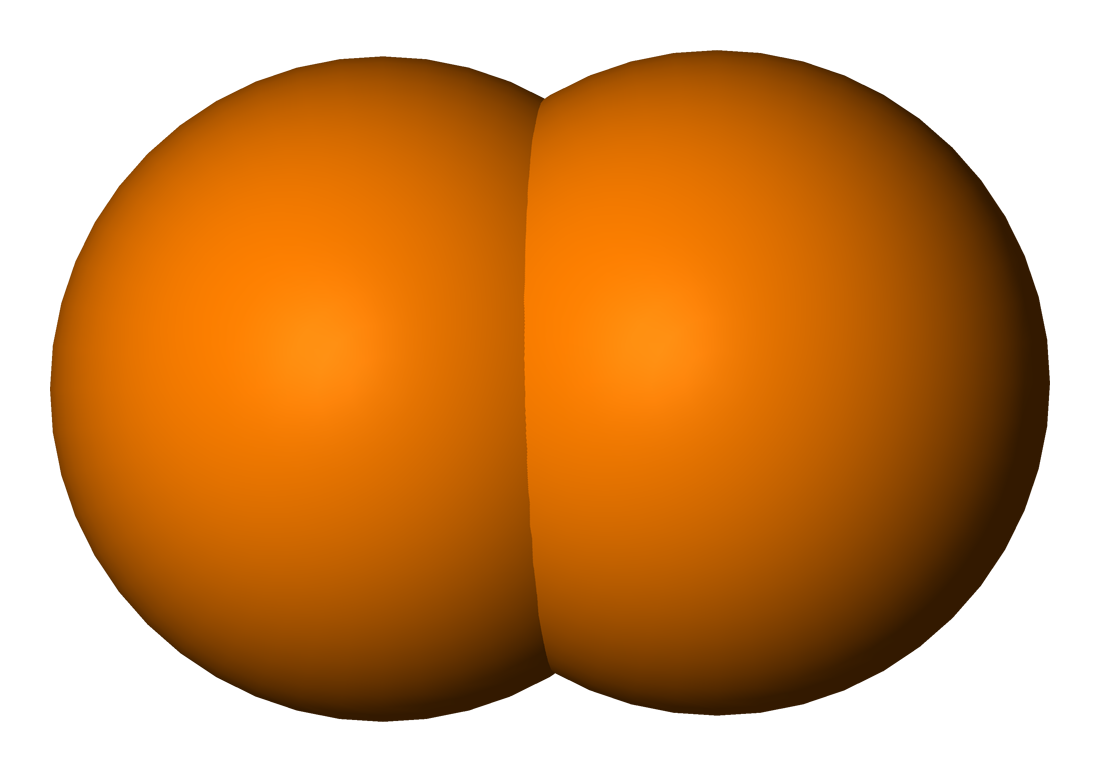
Estructura del difósforo

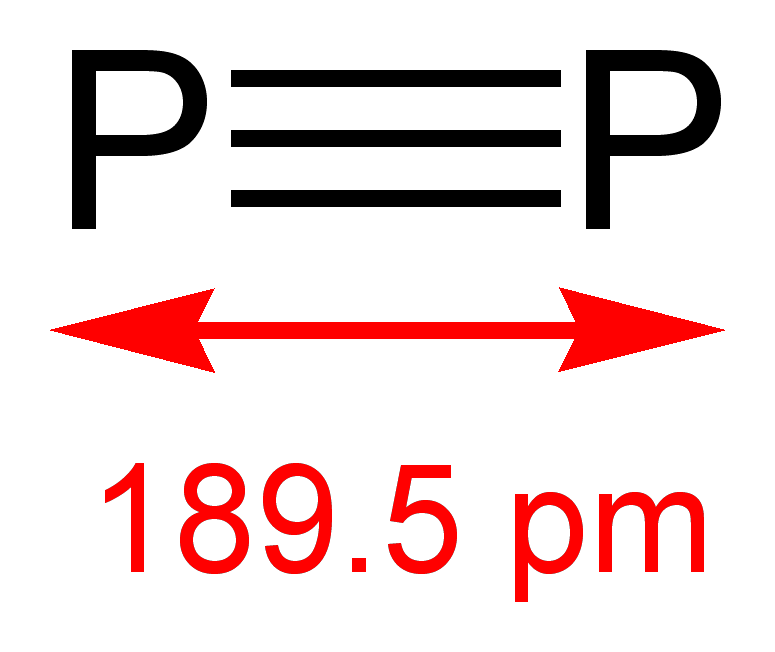
Molécula de difósforo

2) puede obtenerse normalmente bajo condiciones extremas (por ejemplo, del P
4 a 1100 kelvin). Sin embargo algunos avances se obtuvieron en generar una molécula diatómica en una solución homogénea bajo condiciones normales con el uso de un metal de transición complejo (basado en, por ejemplo, tungsteno y niobio).
El difósforo es la forma gaseosa del fósforo y la forma termodinámicamente estable por encima de 1200 °C y hasta 2000 °C. La disociación de tetrafósforo (P
4) comienza en bajas temperaturas: el porcentaje de P
2 a 800 °C es ≈ 1%. A temperaturas por encima de los 2000 °C, la molécula de difósforo comienza a disociarse en fósforo atómico.

## Nanorods de fósforo
Los Nanorods de fósforo se sintetizaron como polímeros P−
12 en dos modificaciones.
La fase roja-café difiere del fósforo rojo y es también estable en el aire por semanas. Un microscopio electrónico mostró la forma roja-café con largos y paralelos nanorods con un diámetro entre 0.34 nm y 0.47 nm.
| Forma                | blanco(α)                    | blanco(β)  | violeta     | negro        |
| -------------------- | ---------------------------- | ---------- | ----------- | ------------ |
| Simetría             | Cúbico centrado en las caras | Triclínica | Monoclínica | Ortorrómbica |
| Símbolo Pearson      |                              | aP24       | mP84        | oS8          |
| Grupo espacial       | I43m                         | P1 No.2    | P2/c No.13  | Cmca No.64   |
| Densidad (g/cm³)     | 1.828                        | 1.88       | 2.36        | 2.69         |
| Banda prohibida (eV) | 2.1                          |            | 1.5         | 0.34         |
| Índice de refracción | 1.8244                       |            | 2.6         | 2.4          |